# Svezia ai Giochi della XVII Olimpiade
La Svezia partecipò ai Giochi della XVII Olimpiade che si sono svolti a Roma dal 25 agosto all'11 settembre 1960, con una delegazione di 134 atleti impegnati in quindici discipline.

## Medagliere

### Per discipline
| Sport              | Oro | Argento | Bronzo | Totale |
| ------------------ | --- | ------- | ------ | ------ |
| Canoa/kayak        | 1   | 0       | 1      | 2      |
| Atletica leggera   | 0   | 1       | 0      | 1      |
| Nuoto              | 0   | 1       | 0      | 1      |
| Lotta greco-romana | 0   | 0       | 1      | 1      |
| Lotta libera       | 0   | 0       | 1      | 1      |
| Totale             | 1   | 2       | 3      | 6      |

### Medaglie
| Medaglia | Atleta                               | Sport              | Evento                           |
| -------- | ------------------------------------ | ------------------ | -------------------------------- |
| Oro      | Gert Fredriksson Sven-Olov Sjödelius | Canoa/kayak        | K2 1000 metri maschile           |
| Argento  | John Ljunggren                       | Atletica leggera   | Marcia 50 km                     |
| Argento  | Jane Cederqvist                      | Nuoto              | 400 metri stile libero femminili |
| Bronzo   | Gert Fredriksson                     | Canoa/kayak        | K1 1000 metri maschile           |
| Bronzo   | Gustav Freij                         | Lotta greco-romana | Pesi leggeri                     |
| Bronzo   | Hans Antonsson                       | Lotta libera       | Pesi medi                        |